# Attentat contre Lazare Hoche
Un attentat contre Lazare Hoche a été organisé en 1796 à Rennes.

## Contexte
Le général Hoche est arrivé à Rennes le 25 vendémiaire ; il avait été demandé à Paris et il avait trouvé à Alençon un courrier qui le renvoyait à son armée, soit pour tenter une expédition déjà projetée, soit par prévoyance de la paix, soit par quelque autre motif. Une lettre du Ministre de la Guerre l'avait, dit-on, prévenu ci-devant que le gouvernement anglais cherchait à le faire assassiner.
Le traité de la Mabilais, signé le 20 avril 1795 entre le général Hoche et différents chefs de la chouannerie, met fin théoriquement à l'insurrection chouanne. Le parti royaliste conserve une rancune tenace contre Lazare Hoche.

## Attentat du 17 octobre 1796
Le 17 octobre 1796 le général Hoche sort du théâtre de Rennes et rentre à son hôtel, vers 9h du soir, quand dans la rue de Fougères un ouvrier de l'arsenal tire sur lui un coup de pistolet et le manque. Arrêté par les aides de camp, le meurtrier est incarcéré ; Hoche ordonne qu'on prît soin de sa femme et de ses enfants.
Les historiens[Qui ?], induits en erreur[réf. nécessaire], sont contradictoires sur cet événement. Ils racontent que le meurtrier se nommait Guillaumot et qu'il avait été poussé à commettre son crime par un officier Vendéen qu'ils nomment l'un Rossignol, les autres Charles Maloubier dit Martial, adjudant de Fortuné Guyon, comte de Rochecotte. Certains[Qui ?] racontent que Charles Maloubier fut amené à la prison de Laval, par crainte des jeunes gens de Rennes et qu'il réussit plus tard à s'évader ; d'autres[Qui ?] prétendent qu'il fut tué dans son cachot ; un autre enfin ne craint pas de faire périr sur l'échafaud Guillaumot et Charles Maloubier.
Des pièces[réf. nécessaire] conservées à la bibliothèque municipale de Laval, donnent plus de précisions sur cette affaire.
Selon elles, Emile Queruau Lamerie et L. Moreau affirment :
- L'assassin de Lazare Hoche se nommait  Jean-Marie Emériau, Mériau ou Moriau ; le nom de Guillaumot, donné par les historiens, semble imaginaire. Il était natif de Liffré
- L'instigateur était un adjudant général de Rochecotte. Théodore Muret et Jacques Crétineau-Joly le nomment Charles Maloubier, dit Martial[3]. Le général Bernard de la Frégeolière, qui le connut personnellement et qui le vit au château de la Panne immédiatement après son évasion de Laval, lui donne le même nom. Il ajoute qu'il était gascon, ce qui lui inspira peu de confiance[4]. Ce Charles Maloubier fut arrêté à Rennes et incarcéré à Laval sous le nom de Charles Teyssière ou Teyssèdre[5],[6]. Il résulte de l'instruction qui est ouverte contre lui après son arrestation, que ce nom de Charles Teyssière lui avait déjà servi à Orléans où il s'était fait passer pour marchand de chevaux. On découvrit qu'il avait été détenu vingt-deux mois à la Prison de l'Abbaye sous le nom de Robert Pressac[7] et on le soupçonna d'avoir dirigé la révolte de Sancerre[8]. On crut établir que son nom était de Massègre[9], qu'il était originaire des environs d'Excideuil, en Périgord, où il avait laissé sa femme ; qu'il possédait en Périgord plusieurs seigneuries et qu'il était « neveu du ci-devant abbé de Chapt de Rastignac ».
- Charles Maloubier, le 27 brumaire an V, faillit s'évader de la prison de Rennes où il était détenu. C'est sans doute en raison de cet événement qu'il fut transféré à Laval, où il est en frimaire.
- Il fut emprisonné à Laval en compagnie de l'auteur principal, Emeriau, et de deux femmes, dont aucun historien n'a parlé : la veuve Potain, logeuse à Rennes, et Adélaïde-Marie-Clotilde Lecointe de Lagrave, âgée de vingt-quatre ans, habitant Paris, qui l'avait suivi de Paris à Rennes[10].
- Charles Maloubier et Emériau s'évadèrent de la prison de Laval, le 5 pluviôse an V, grâce aux secours fournis par diverses personnes, notamment par Mlle Suzanne Loyand, et assurément aussi grâce au défaut de surveillance de la prison.

Ils ne périrent donc pas sur l'échafaud, et Charles Maloubier ne fut pas, ainsi que le prétendent Théodore Muret et Crétineau-Joly, tué à coups de baïonnettes dans la prison de Laval ; cet évènement eut lieu après son évasion.
Une contradiction existe entre les données de nos pièces et le récit de Bernard de la Frégeolière, relativement à l'évasion du château de Laval, qui aurait eu lieu, d'après La Frégeolière, en compagnie de deux prêtres. Charles Maloubier fut tué à coups de baïonnettes, mais bien après son évasion, entre Sablé, où il s'était fait arrêter de nouveau, et Alençon où on le transférait.
Dans la même année, ajoute le général de la Frégeolière, notre mauvaise tête d'adjudant, oubliant son affaire de Laval, profita de l'absence de M. de Rochecotte pour se rendre au Mans, où il tua d’un coup de poignard un prêtre marié du nom de Mauguin.. Maguin était curé constitutionnel de la Couture, 11 novembre 1797). Il fit ensuite afficher dans les campagnes des proclamations ordonnant de désarmer la garde nationale, remua tout le pays, et de l’aveu même de ses amis, devint fort compromettant. Sa fin était proche. La même année M. de Rochecotte fut arrêté à Paris, condamné et exécuté dans les vingt-quatre heures (23 juin 1798).